# Franco Ferrini
Franco Ferrini (eigentlich Francesco Ferrini; * 5. Januar 1944 in Pignone) ist ein italienischer Drehbuchautor und Filmregisseur.

## Leben
Ferrini diplomierte an der Universität Pisa im Studienfach Fremdsprachen (Lingue e Letterature straniere); dann gründete er mit seinem Freund aus Jugendtagen Enzo Ungari (* 13. Juli 1948; † 22. Februar 1985) den Filmclub „Charlie Chaplin“ und die Filmzeitschrift „Giovane Cinema“. Mit den Jahren wechselte er zu größeren Periodika und edierte 1971 eine Spezialausgabe von „Bianco e Nero“, die Sergio Leone gewidmet war.
Den aktiven Einstieg in das Filmgeschäft bildeten einige Engagements als Schauspieler zu Beginn der 1970er Jahre und zwei Drehbücher, die in diesem Jahrzehnt entstanden. Solcher Autorenschaft verschrieb er sich 1980 vollständig und skriptete zahlreiche erfolgreiche Filme, darunter einige Horrorfilme, die seine häufigen Partner Michele Soavi und Dario Argento inszenierten; auch für Maurizio Ponzi schrieb er – in anderen Genres – mehrfach. 1986 inszenierte er seinen einzigen Film, den ambitionierten Thriller Caramalle di uno sconosciuto.

## Filmografie (Auswahl)
- 1972: Der Mann von La Mancha (Man of La Mancha)
- 1976: Blutiger Schweiß (Poliziotti violenti)
- 1978: Orgie des Todes (Enigma rosso)
- 1982: Bingo Bongo
- 1984: Es war einmal in Amerika (C'era una volta in America)
- 1985: Dämonen 2 (Demoni)
- 1986: Dämonen (Demoni 2 – L’incubo ritorna)
- 1985: Phenomena (Phenomena)
- 1986: Caramelle da uno sconosciuto (auch Regie)
- 1988: Terror in der Oper (Opera)
- 1989: The Church (La chiesa)
- 1993: Aura (Trauma)
- 2001: Sleepless (Nonhosonno)
- 2004: The Card Player – Tödliche Pokerspiele (Il cartaio)
- 2004: Germanikus
- 2011: Sotto il vestito niente – L’ultima sfilata